# AnyDecentMusic?
AnyDecentMusic? è un sito web che raccoglie recensioni musicali.
Il sito è stato creato nel 2009 da Ally Palmer e Terry Watson. Tra le fonti di Any Decent Music sono incluse pubblicazioni online e cartacee provenienti da Regno Unito, Stati Uniti, Canada, Australia, Irlanda e Germania.